# Ràtio R de seccions eficaces
En física de partícules, el ràtio R de seccions eficaces de producció d'hadrons sobre la de muons en col·lisions d'electrons i positrons és:
{\displaystyle R={\frac {\sigma ^{(0)}(e^{+}e^{-}\rightarrow \mathrm {hadrons} )}{\sigma (e^{+}e^{-}\rightarrow \mu ^{+}\mu ^{-})}},}
on el superíndex (0) indica que la secció eficaç ha estat corregida pels efectes de radiació de fotons a l'estat inicial. El ràtio R és un element important en el càlcul de diverses quantitats físiques, tals com el moment dipolar magnètic anòmal de l'electró. Els valors experimentals han estat mesurats en col·lisions e+e- amb energies al centre-de-massa de 400 MeV a 150 GeV.
La mesura d'R també proporciona una confirmació experimental de la càrrega elèctrica dels quarks, en particular del quark encant i del quark d, així com de l'existència de tres càrregues de color en la interacció forta (QCD). Un càlcul simplificat de R dona
{\displaystyle R=3\sum _{q}e_{q}^{2}/e^{2},}
on la suma es fa sobre tots els sabors de quarks amb massa inferior a l'energia del feix, eq és la càrrega elèctrica del quark q, i el factor de 3 indica el nombre de colors dels quarks. Correccions d'ordre superior de la QCD augmenten lleugerament el valor aproximat d'aquesta darrera expressió.
Normalment, el denominador en R no és la secció eficaç μμ experimentalment mesurada sinó la secció eficaç teòrica calculada amb la teoria de l'electrodinàmica quàntica (QED) fora de tota ressonància local: això fa més visibles els pics hadrònics de ressonàncies de partícules que en el cas on la normalització ve donada per la mesura de σ(μμ), la qual també presenta un màxim local en aquestes ressonàncies (estats hadrònics i bosó Z).